# Grande route du Nord (Zambie)
 (juin 2018).
Si vous disposez d'ouvrages ou d'articles de référence ou si vous connaissez des sites web de qualité traitant du thème abordé ici, merci de compléter l'article en donnant les références utiles à sa vérifiabilité et en les liant à la section « Notes et références ».
Pour les articles homonymes, voir Grande route du Nord.
La grande route du Nord ou route principale interterritoriale T2 est une des principales routes de Zambie, orientée vers le nord, qui relie le poste-frontière de Chirundu puis Lusaka à la ville de Tunduma, en Tanzanie.
L'itinéraire est désigné comme la route T2 du réseau routier zambien,,,, .

## Description
Elle passait par Kabwe, Kapiri Mposhi, Serenje, Mpika, Kasama, Mbala et Mpulungu. À 82 km au nord de Mpika, une route non pavée bien entretenue se dirige vers Shiwa Ng'andu (12 km) et Kapishya Hot Springs (32 km).
Le tronçon qui va de Chirundu à Lusaka n'est considéré comme faisant partie de la grande route du Nord que depuis l'ouverture du pont sur le Zambèze, en 1939. Auparavant, la grande route du Nord allait de Bulawayo (Zimbabwe), à Livingstone puis Lusaka. Le tronçon de Mbala à Mupulungu était un embranchement vers le lac Tanganyika permettant de rallier le terminus du ferry MV Liemba, très utilisé jusque dans les années 1950.
Lorsque la voie rapide allant de Mpika à la Tanzanie via Tunduma fut améliorée dans les années 1960, proposant une liaison jusqu'à Dar es Salam et Arusha, cette section fut considérée comme faisant partie de la grande route du Nord, tandis que la route Mpika-Mbala via Kasama se trouva renommée « ancienne grande route du Nord ».
À Lusaka, la grande route du Nord est appelée Cairo Road et est devenue le centre des affaires et du commerce de la ville ; c'est son artère la mieux achalandée. Le trafic des poids lourds est dévié sur Lumumba Road.